# Michael Cotta-Schønberg
Johan Michael von Cotta-Schønberg (født 24. september 1944 i København) er en dansk bibliotekar.
Han er søn af politibetjent, senere overlærer Claes Michael von Cotta-Schønberg og sønnesøn af Birger von Cotta-Schønberg. Han er uddannet magister i psykologi fra Københavns Universitet 1973 og bachelor i filosofi fra universitet i Louvain 1967.
Siden 2005 har Michael Cotta-Schønberg været vicedirektør ved Det Kongelige Bibliotek og universitetsbibliotekar ved Københavns Universitetsbibliotek (universitetsbibliotekar). Tidligere har han været leder af biblioteket ved Copenhagen Business School på Solbjerg Plads og han har en lang forudgående karriere i forskningsbibliotekssektoren, heraf på afdelings- og institutionschefniveau siden 1978. 
Michael Cotta-Schønberg startede sit virke som studentermedhjælper ved Det Kongelige Bibliotek og biblioteket ved Københavns Universitets Institut for Psykologi 1970-73. Han var forskningsbibliotekar og fagreferent i psykologi ved Det Kongelige Bibliotek og Universitetsbibliotekets 2. Afdeling 1973-78, og førstebibliotekar for Kontakt- og Oplysningsafdelingen 1978-85. 1985-2005 var han overbibliotekar hhv. biblioteksdirektør ved Handelshøjskolens Bibliotek i København. I perioden 2003-2005 var han formand for Forskningsbibliotekernes Chefkollegium, der omfatter lederne af de 11 største forskningsbiblioteker. Han har været en af de ledende chefer i universitetsbibliotekernes udvikling gennem mange år.
Michael Cotta-Schønberg har en omfattende publikations- og foredragsvirksomhed, især inden for biblioteksorganisation og strategisk udvikling. Han har blandt andet skrevet om Improvisation som ledelsesform (2005), og i 2009 færdiggjorde han en oversættelse af renæssancepaven Pius II's selvbiografi (død 1464) fra latin med titlen Af en renaissancepaves erindringer.
Cotta-Schønberg blev Ridder af Dannebrog 2003.